# El Clot

El barri del Clot, dins del districte de Sant Martí

El Clot és un dels barris de què es compon el districte barceloní de Sant Martí. És un dels nuclis més antics del districte, car ja existia a l'època medieval amb el nom de Clotum Melis (Clot de la Mel). Es documenta ja l'any 1208 quan, mitjançant una concòrdia entre el rei Pere el Catòlic i l'orde de Sant Joan de Jerusalem, el rei cedia, en alou, als hospitalers la torre del Clot de la Mel i el molí d'en Soler, ambdós vora el rec Comtal. El nom actual deriva de la paraula Cros, que significa "fons" i que fa referència a terres de conreu situades en fondals.
Aquesta zona era una de les que proveïa Barcelona de queviures gràcies a les seves hortes i molins al voltant del Rec Comtal. A més de la històrica Torre de Sant Joan del Clot de la Mel, avui convertida en escola pública ("Escola Casas"), algunes altres construccions, masies i torres senyorials de caràcter rural, com la Torre del Fang, encara es mantenen. Al segle xix s'hi van instal·lar farineres, indústries tèxtils, adoberies, bòbiles, entre d'altres. Això va provocar que al final del segle fos un gran assentament industrial i obrer.
Actualment el Clot és encara un barri obrer, si bé està envoltat per la zona sud de grans edificis com la Torre Agbar i centres comercials com el de Glòries, fet que imposa un contrast arquitectònic visible. Està situat relativament a prop del centre de la ciutat i molt ben comunicat mitjançant transport públic, ja que entre altres serveis compta amb una gran estació de Metro i Ferrocarrils.

## Delimitació
L'any 2006 es va delimitar el barri El Camp de l'Arpa del Clot adjacent al barri del Clot. L'actual barri del Clot està delimitat per la Gran Via de les Corts Catalanes, la Plaça de les Glòries Catalanes i els carrers Dos de Maig, Aragó, Avinguda Meridiana, Navas de Tolosa, Mallorca i Espronceda.
La delimitació del Clot i del Camp de l'Arpa ha estat si més no polèmica. Sovint hi han hagut reivindicacions per part d'entitats i veïns, que reclamen la unificació de les dues zones en un sol barri, el Clot-Camp de l'Arpa. Un exemple d'aquesta realitat és l'Associació de Veïns del Clot Camp de l'Arpa que agrupa veïns d'ambdós barris.

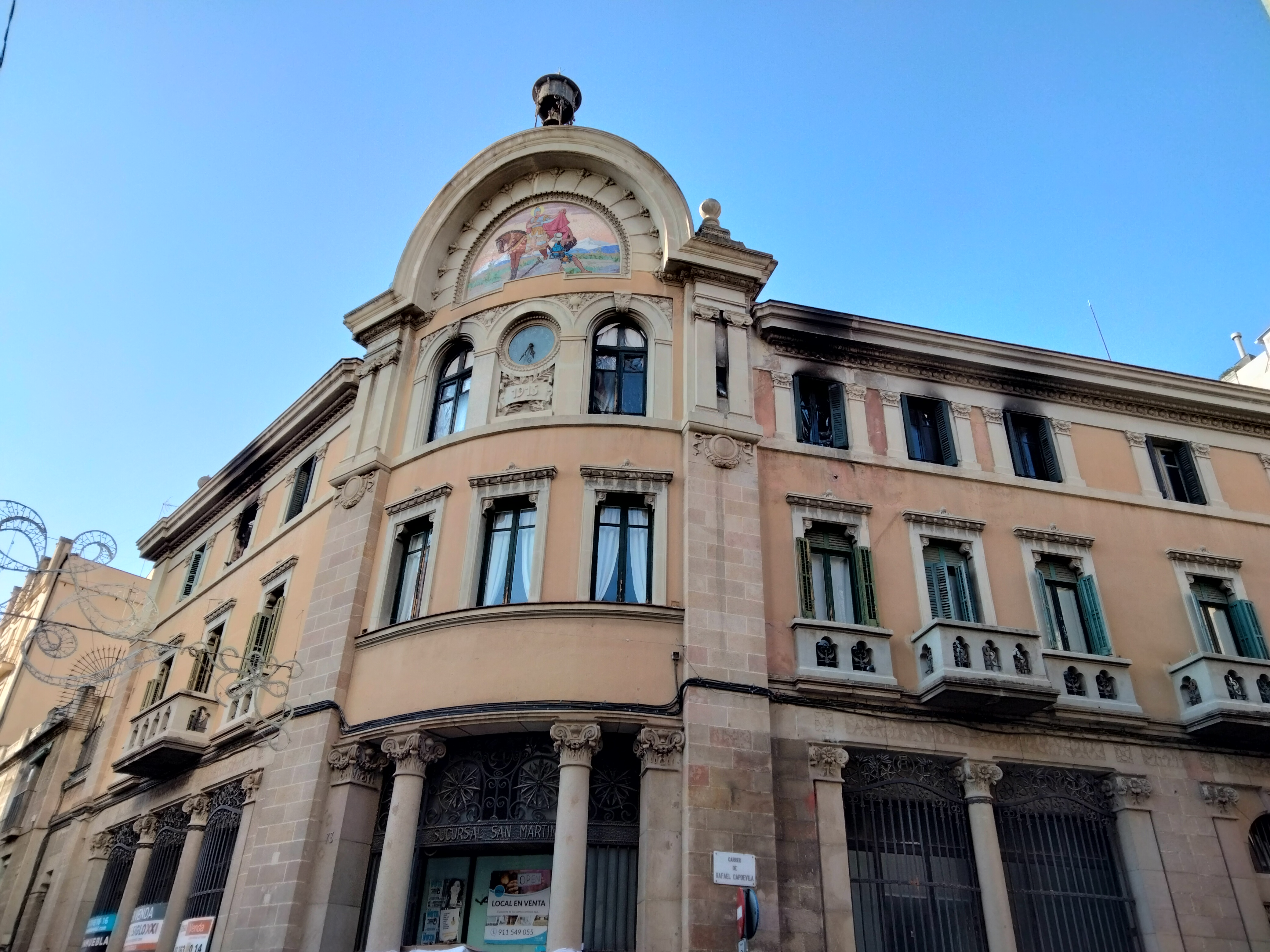
Antiga sucursal de la Caixa de Barcelona
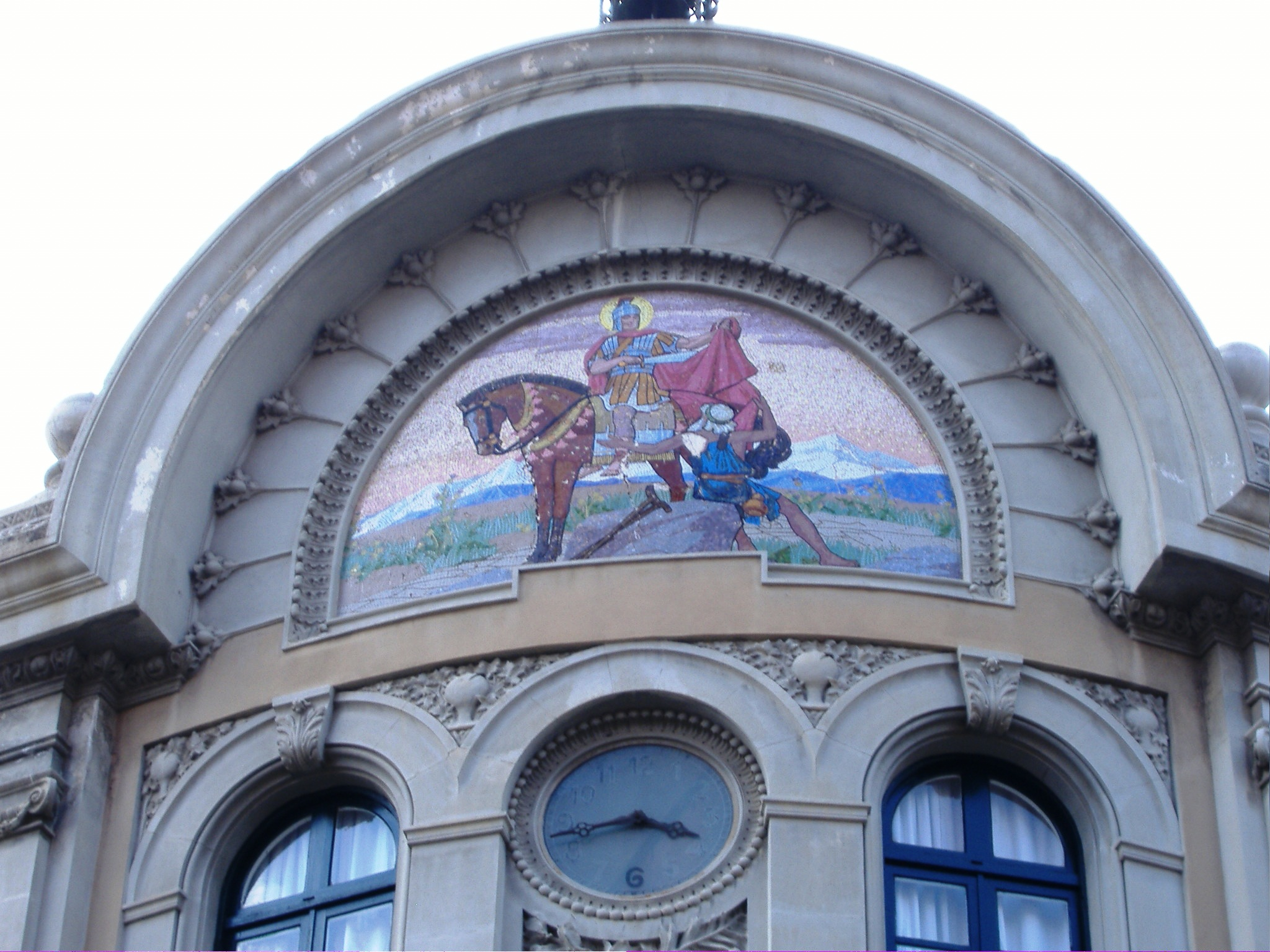
Detall de pintura a la façana.
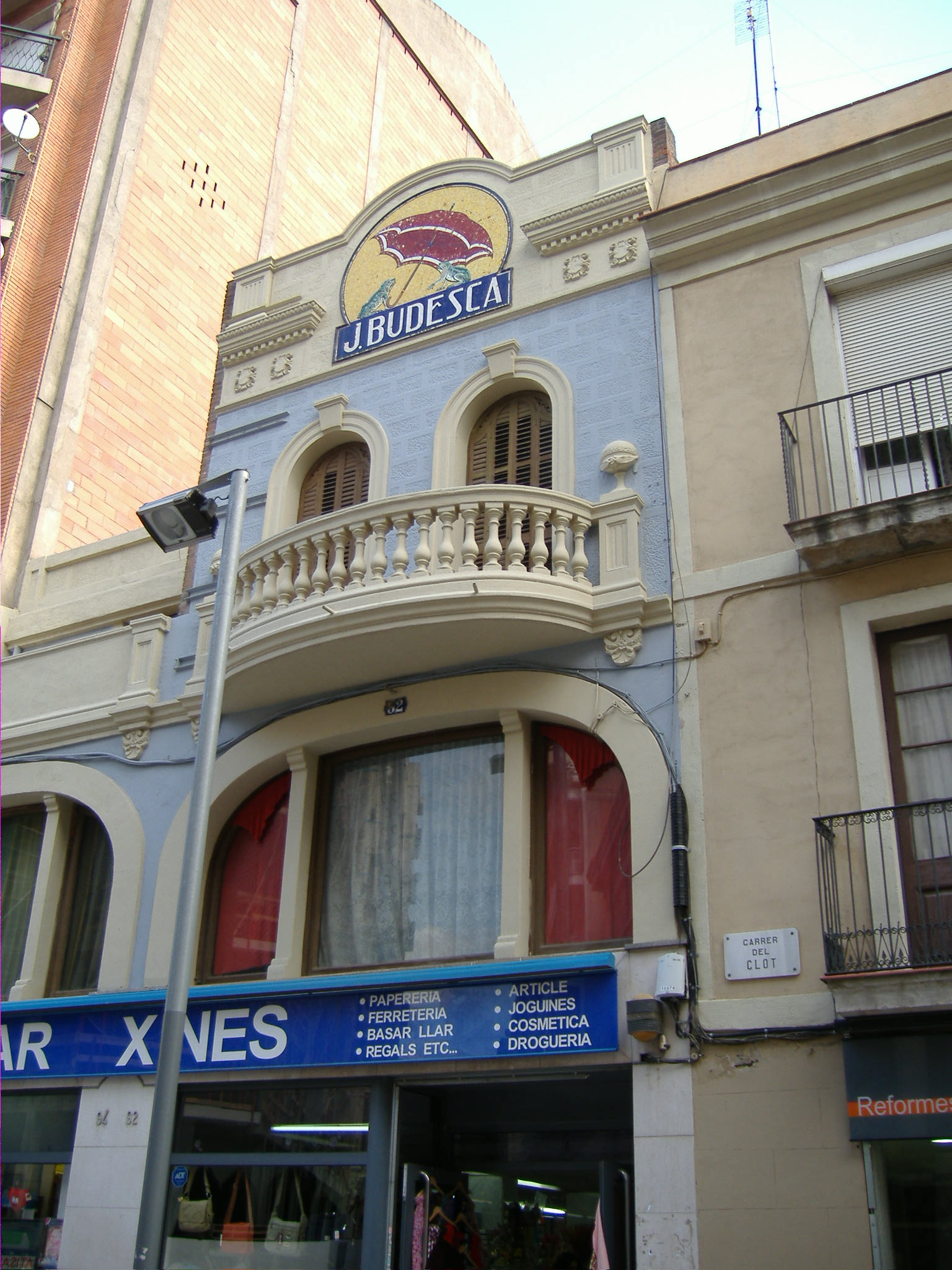
Casa particular del carrer del Clot.
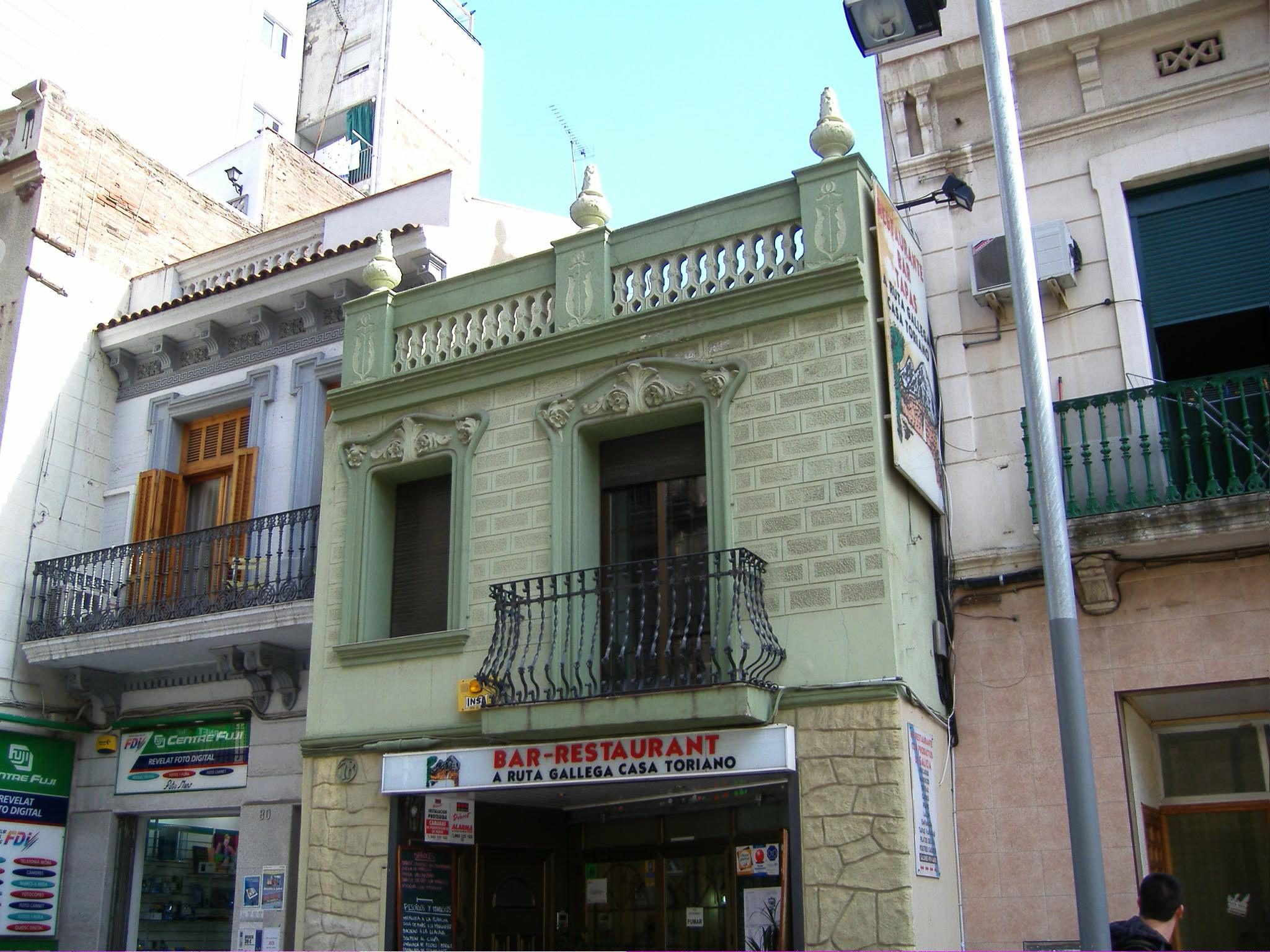
Dues cases del carrer el Clot.
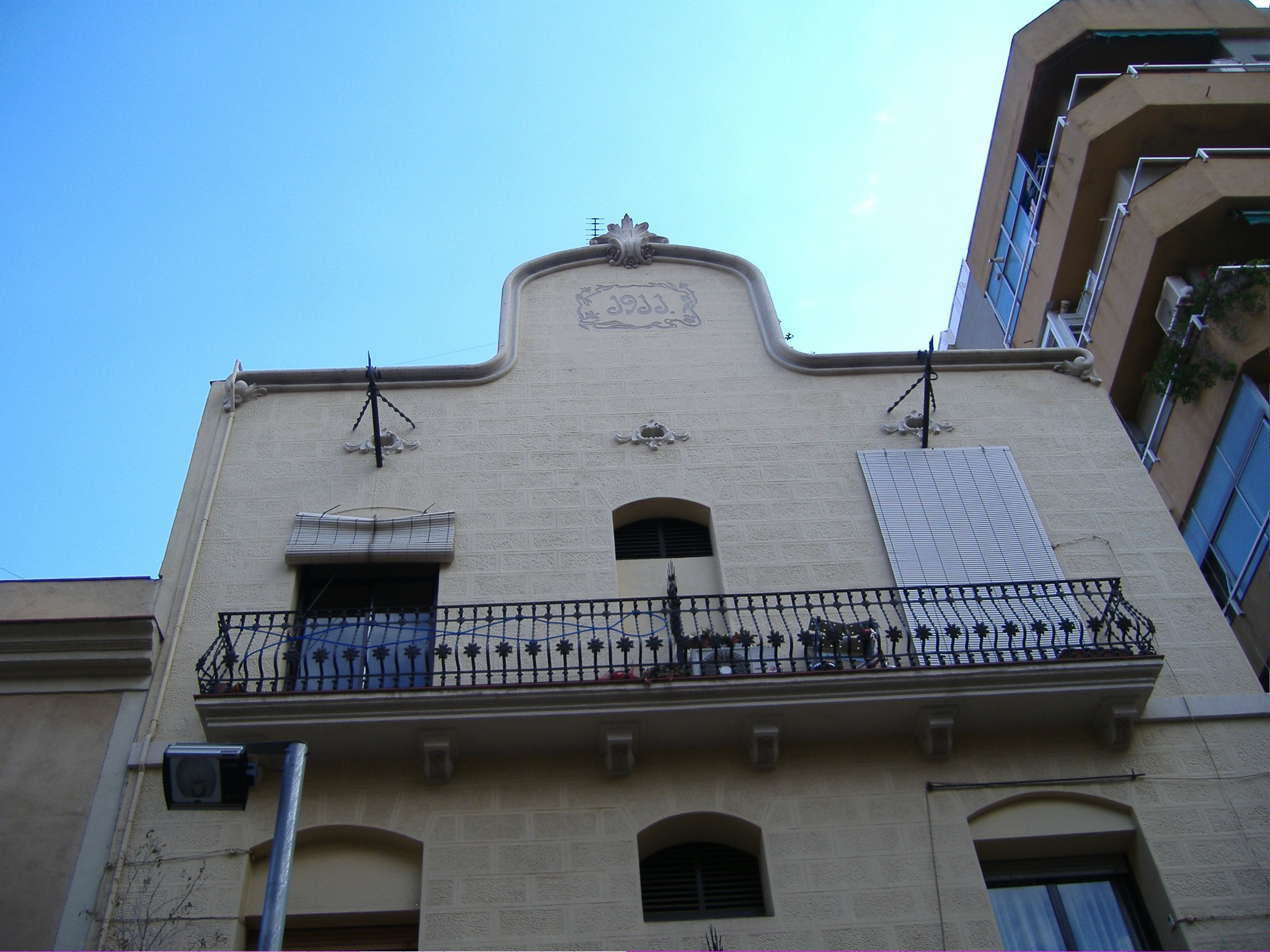
Casa construïda el 1911 al carrer del Clot.
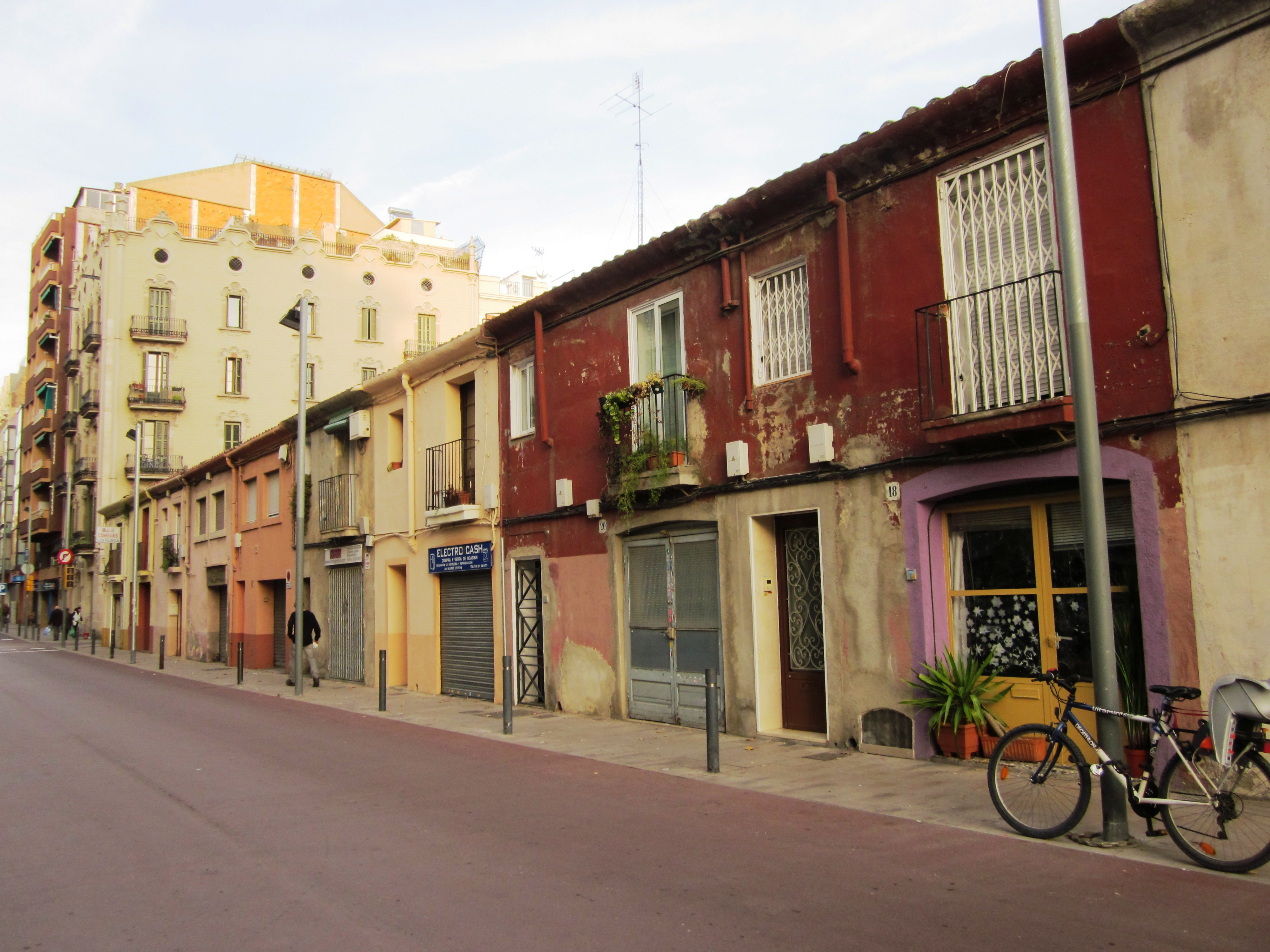
Cases baixes al carrer del Clot.
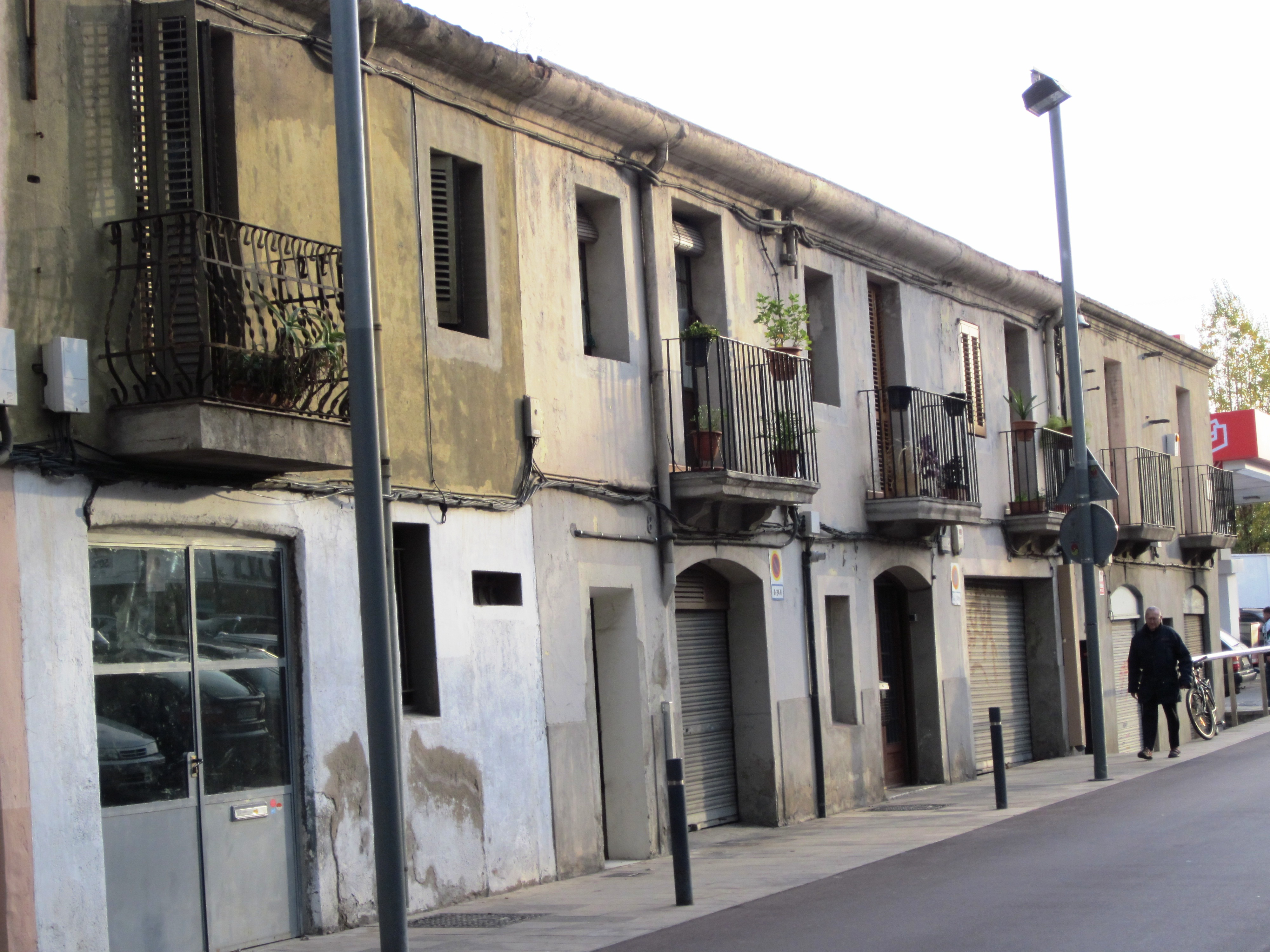
Cases baixes al carrer del Clot.
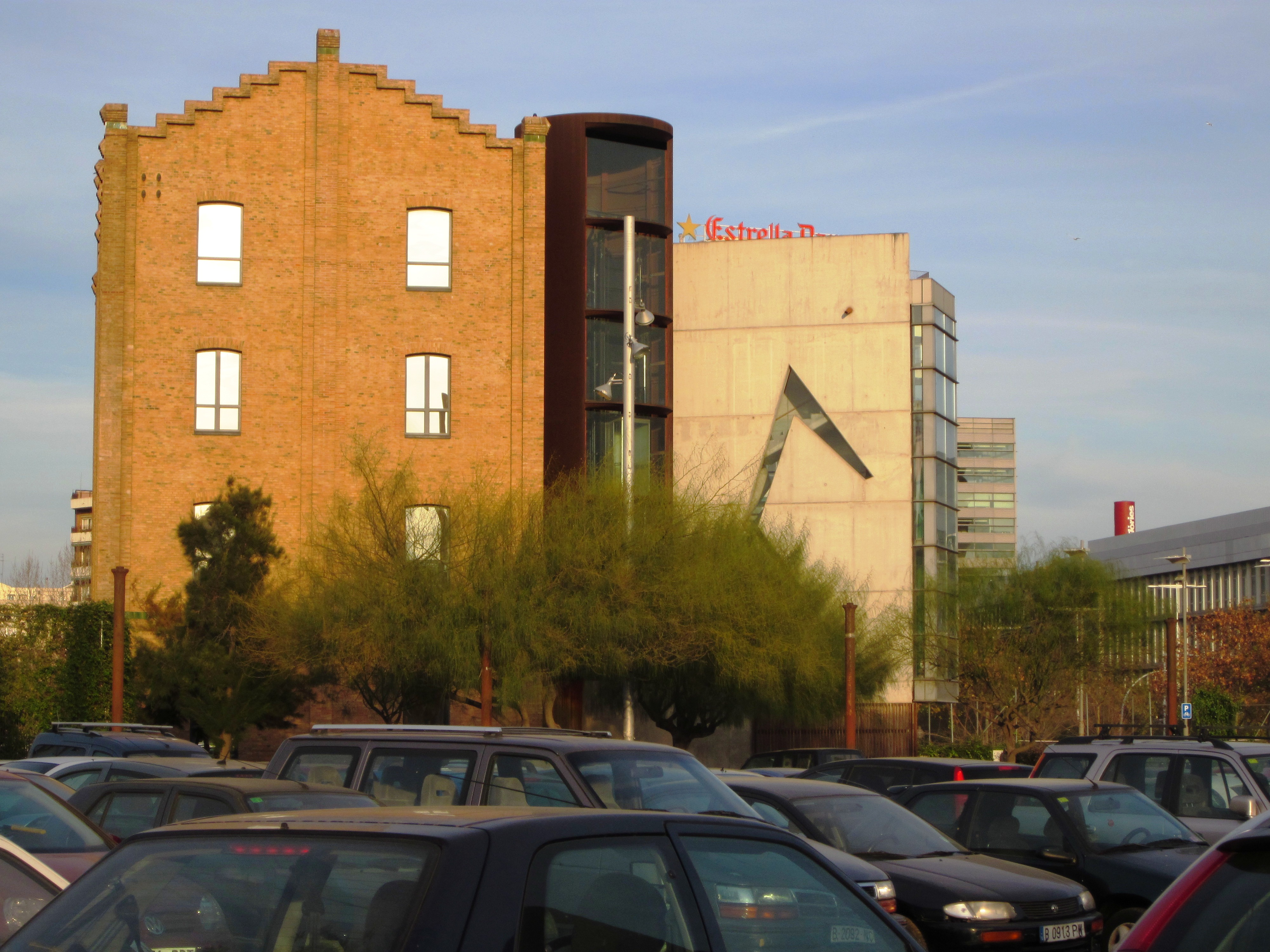
Farinera del Clot des de la Plaça Glòries Catalanes.

## Característiques
Bona part de la superfície del barri l'ocupa el Parc del Clot, on antigament s'hi trobava la fàbrica de maquinària de ferrocarrils de RENFE les restes de la qual encara són ben visibles en el conjunt del parc. També trobem els jardins del Clot de la Mel, situats a l'est del barri, els quals ocupen una superfície igual al d'una illa de pisos estandàrd de l'Eixample de Barcelona. El nucli antic del barri està situat al voltant del carrer del Clot, del carrer Escultors Claperós i del carrer de la Verneda, tots tres en l'eix oest-est. Com més a prop de l'Avinguda Meridiana i de la Gran Via ens trobem, s'hi veuen edificis relativament més moderns i d'alçària visiblement superior. Bona part del Carrer del Clot, concretament abans del creuament amb el carrer d'Aragó, és zona de vianants, així com alguns dels carrers perpendiculars que el creuen en aquest tram. El centre neuràlgic del barri és sens dubte la plaça Font i Sagué o plaça del Mercat, juntament amb el carrer de la Séquia Comtal, (per on precisament transcorria un tram del ja mencionat canal agrícola) i que connecta el barri del Clot amb el Camp de l'Arpa pel carrer Rogent, formant un eix comercial local prou rellevant, anomenat Eix Clot.

### Població i dades demogràfiques
El Clot tenia l'1 de gener de 2012 27.325 habitants. Té una superfície d'uns 0,7 km². La seva densitat és elevada, d'uns 38.958 habitants per quilòmetre quadrat. Aproximadament el 60,3 per cent dels seus residents se situen en la franja dels 25 als 64 anys, xifra lleugerament més elevada que la mitjana de Barcelona, ja que el nombre de majors de 64 anys és també lleugerament inferior. El 55 per cent dels seus residents són nascuts a Barcelona, el 6,9 a la resta de Catalunya, el 19,9 a la resta de l'estat i el 18,1 a l'estranger. La renda mitjana disponible per habitant és lleugerament inferior a la mitjana barcelonina, concretament de 82,8 sobre 100. Tradicionalment la procedència d'habitants de la resta de l'estat durant les migracions del segle XX fou aragonesa. També va ser rellevant la immigració des de comarques catalanes. En la darrera dècada la majoria d'estrangers són procedents del Marroc, la Xina i Itàlia.

## Transport

### Estacióel Clot
Rodalies de Catalunya:
- Línia Aeroport - Maçanet Massanes (R2 Nord).
- Línia Molins de Rei - Maçanet Massanes (R1).
- Línia Castelldefels - Granollers Centre (R2).

Serveis Regionals:
- Línia Barcelona-Portbou (R11).

Metro:
- L1: entre les estacions Navas i Glòries.
- L2: entre les estacions Encants i Bac de Roda

### Altres
Bus:
- Linies H10, V25, V27, 33, 34, 192 et portern i apropen

Tramvia:
- Tram T5: Estacions de La Farinera i Can Jaumandreu

## Serveis i formació
- CAP del Clot (Concili de Trento,25).
- Oficina de Correus (Rossend Nobas,31).
- CEIP La Farigola del Clot.
- Escola Bressol la Farinera del Clot.
- Escola Casas.
- Escola Dovella.
- IES Salvador Espriu (ESO i Batxillerat).
- ETP del Clot (ESO, Cicles Formatius i Batxillerat).
- Escola d'Adults del Clot (Bilbao, 214).

## Entitats

### Lleure, cultura popular i associacionisme veïnal
- Agrupament Escolta i Guia K-2 (Godwin Austen)
- Xino-Xano Associació de Lleure
- Esplai SCV El Clot
- Esplai Kasperle
- Agrupament Escolta Terra-Nova
- La Farinera, Ateneu del Clot
- Orfeó Martinenc
- Castellers de Barcelona
- Falcons de Barcelona
- Diables del Clot
- Gegants del Clot
- Moixiganga de Barcelona
- Ball de Bastons del Clot
- Esbart Sant Martí de Barcelona
- La Traca Casal de Joves del Clot
- Associació de veïns del Clot-Camp de l'Arpa
- Ludoteca Municipal El xalet del Clot

### Organitzacions
- Unitat Contra el Feixisme i el Racisme del Clot.
- Assemblea Social del Clot-Camp de l'Arpa.

## Mitjans de comunicació i publicacions
- TV Clot
- El Butlletí de l'AVV del Clot Camp de l'Arpa.

## Llocs d'interès
- Ca la Vila
- Parc del Clot
- Els Encants Vells
- Mercat del Clot
- Torre del Fang
- Torre de Sant Joan del Clot

## Resultats electorals

### Eleccions a l'Ajuntament de Barcelona 2011
| Candidatura | Candidatura                          | Cap de llista          | Vots   | Regidors | % vots |
| ----------- | ------------------------------------ | ---------------------- | ------ | -------- | ------ |
|             | Partit dels Socialistes de Catalunya | Jordi Hereu i Boher    | 2.517  | -        | 23,6   |
|             | Convergència i Unió                  | Xavier Trias           | 2.475  | -        | 23,2   |
|             | Partit Popular                       | Alberto Fernández Díaz | 1628   | -        | 15,3   |
|             | ICV-EUiA                             | Ricard Gomà            | 1195   | -        | 11,2   |
|             | Unitat per Barcelona (ERC)           | Jordi Portabella       | 667    | -        | 6,3    |
|             | Altres                               |                        | 1343   | -        | 12,6   |
|             | En blanc                             |                        | 624    | -        | 5,8    |
|             | Nuls                                 |                        | 218    | -        | 2      |
| Total       | Total                                | 10.667                 | 10.667 | -        | 100    |

### Eleccions al Parlament de Catalunya 2012
| Barri del Clot |                                                                                      |                                                                                      |                                                                                      |                                                                                      |               |              |           |           |             |
| Cens           | Cens                                                                                 | Cens                                                                                 | Cens                                                                                 | Participació                                                                         | Participació  | Participació | Abstenció | Abstenció | Abstenció   |
| Cens           | Cens                                                                                 | Cens                                                                                 | Cens                                                                                 | Vots                                                                                 | Vots          | Percentatge  | Vots      | Vots      | Percentatge |
| 19.647         | 19.647                                                                               | 19.647                                                                               | 19.647                                                                               | 14.378                                                                               | 14.378        | 73,2%        | 5.269     | 5.269     | 26,8%       |
| Vots totals    |                                                                                      |                                                                                      |                                                                                      |                                                                                      |               |              |           |           |             |
| Vàlids         | Vàlids                                                                               | Vàlids                                                                               | Vàlids                                                                               | Vàlids                                                                               | Vàlids        | Vàlids       | Nuls      | Nuls      | Nuls        |
| 14.288         | 14.288                                                                               | 14.288                                                                               | 14.288                                                                               | 99,4%                                                                                | 99,4%         | 99,4%        | Nuls      | Nuls      | Nuls        |
|                | Vots a Candidatures                                                                  | Vots a Candidatures                                                                  | Percentatge                                                                          | Vots en blanc                                                                        | Vots en blanc | Percentatge  | Nuls      | Nuls      | Nuls        |
|                | 14.102                                                                               | 14.102                                                                               | 98%                                                                                  | 186                                                                                  | 186           | 1,3%         | 90        | 90        | 0,63%       |
| Candidatures   |                                                                                      |                                                                                      |                                                                                      |                                                                                      |               |              |           |           |             |
| Candidatura    | Candidatura                                                                          | Candidatura                                                                          | Candidatura                                                                          | Candidatura                                                                          | Vots          | %            |           |           |             |
|                | Convergència i Unió (CiU)                                                            | Convergència i Unió (CiU)                                                            | Convergència i Unió (CiU)                                                            | Convergència i Unió (CiU)                                                            | 3.586         | 18,3%        |           |           |             |
|                | Esquerra Republicana de Catalunya - Catalunya Sí (ERC-CAT SÍ)                        | Esquerra Republicana de Catalunya - Catalunya Sí (ERC-CAT SÍ)                        | Esquerra Republicana de Catalunya - Catalunya Sí (ERC-CAT SÍ)                        | Esquerra Republicana de Catalunya - Catalunya Sí (ERC-CAT SÍ)                        | 2.157         | 11%          |           |           |             |
|                | Iniciativa per Catalunya Verds - Esquerra Unida i Alternativa (ICV-EUiA)             | Iniciativa per Catalunya Verds - Esquerra Unida i Alternativa (ICV-EUiA)             | Iniciativa per Catalunya Verds - Esquerra Unida i Alternativa (ICV-EUiA)             | Iniciativa per Catalunya Verds - Esquerra Unida i Alternativa (ICV-EUiA)             | 2.044         | 10,4%        |           |           |             |
|                | Partit dels Socialistes de Catalunya (PSC-PSOE)                                      | Partit dels Socialistes de Catalunya (PSC-PSOE)                                      | Partit dels Socialistes de Catalunya (PSC-PSOE)                                      | Partit dels Socialistes de Catalunya (PSC-PSOE)                                      | 1.866         | 9,5%         |           |           |             |
|                | Partit Popular de Catalunya (PPC)                                                    | Partit Popular de Catalunya (PPC)                                                    | Partit Popular de Catalunya (PPC)                                                    | Partit Popular de Catalunya (PPC)                                                    | 1.809         | 9,2%         |           |           |             |
|                | Ciutadans-Partido de la Ciudadanía (C's)                                             | Ciutadans-Partido de la Ciudadanía (C's)                                             | Ciutadans-Partido de la Ciudadanía (C's)                                             | Ciutadans-Partido de la Ciudadanía (C's)                                             | 1.276         | 6,5%         |           |           |             |
|                | Candidatura d'Unitat Popular - Alternativa d'Esquerres (CUP-Alternativa d'Esquerres) | Candidatura d'Unitat Popular - Alternativa d'Esquerres (CUP-Alternativa d'Esquerres) | Candidatura d'Unitat Popular - Alternativa d'Esquerres (CUP-Alternativa d'Esquerres) | Candidatura d'Unitat Popular - Alternativa d'Esquerres (CUP-Alternativa d'Esquerres) | 573           | 2,9%         |           |           |             |
|                | Altres                                                                               | Altres                                                                               | Altres                                                                               | Altres                                                                               | 791           | 5,53%        |           |           |             |